# Uverworld
Uverworld är ett japanskt rockband som bildades år 2002.
Ursprungligen kallade de sig för Sangoku Road. Efter att Seika, saxofonisten och en av sångarna, lämnade bandet bytte det namn till Uverworld. Uverworld slog igenom med singeln "D-tecnolife" år 2005, när låten blev den andra introlåten i animen Bleach. Seika återvände till gruppen år 2014.
Bandets musikstil kan sägas vara en blandning av hårdrock, electronics, och beat-boxing.

## Medlemmar
- Takuya - sång
- Katsuya - gitarr
- Akira - gitarr
- Nobuto - bas
- Shintarou - trummor
- Uverchan - osynliga sjätte medlemmen i UVERworld; en slags maskot
- Seika - saxofon

## Medlemmar som har slutat
- Ryohei - sång